# 让·梯若尔
让·马塞尔·梯若尔（法語：Jean Marcel Tirole，1953年8月9日—），為法国经济学教授，致力研究产业组织、博弈论、银行以及金融、经济、心理学。梯若尔是让-雅克·拉丰基金会主席。

## 生平

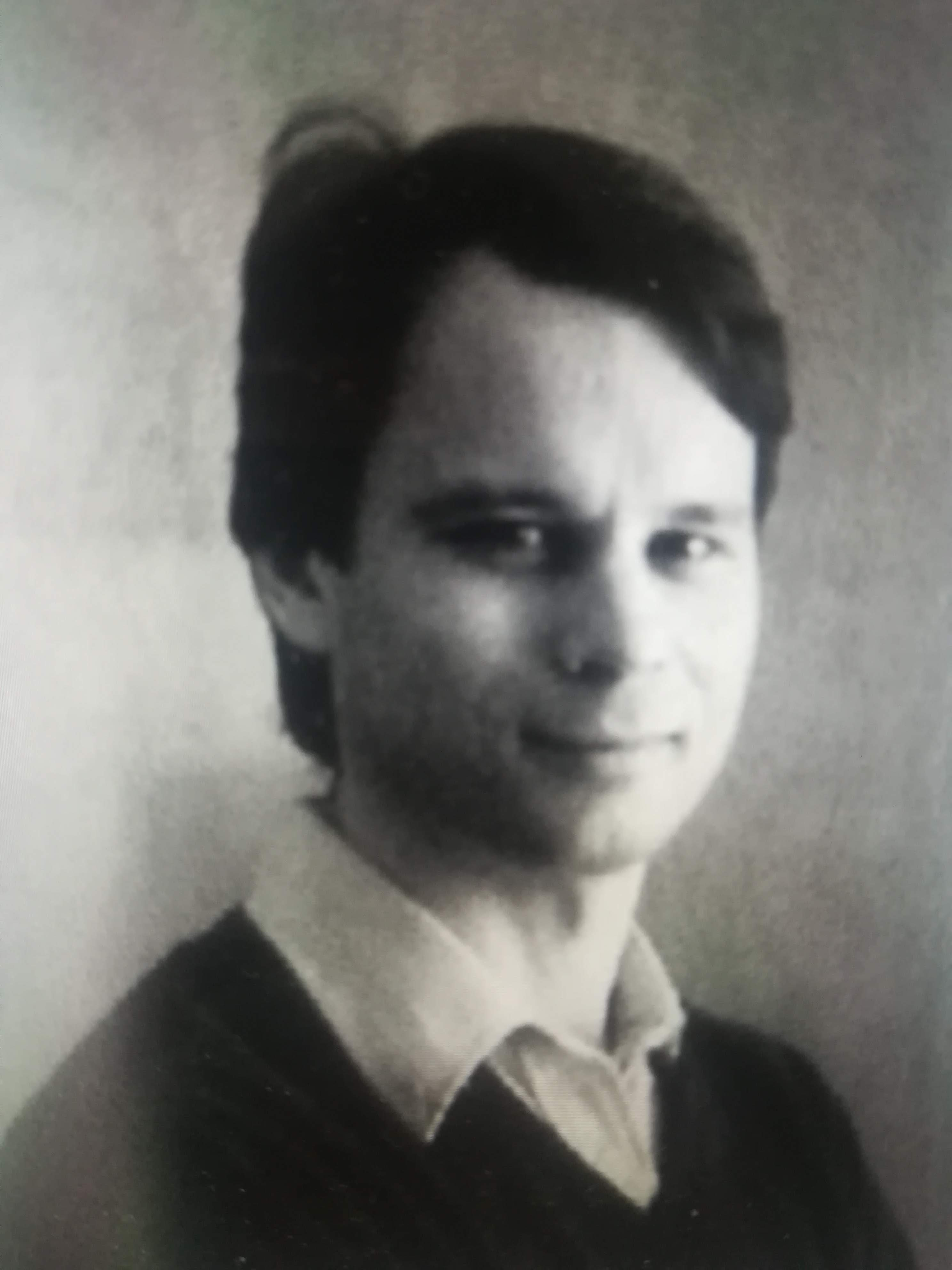
早年的梯若爾

本科就读于巴黎综合理工学院，1981在麻省理工学院获经济学学位，1984-1991年任麻省理工经济学教授。2014年获得诺贝尔经济学奖，獲獎原因是分析大型企業、市場力量與監管方面的貢獻。梯若尔在巴黎综合理工学院（1976年）、国立桥路学校（1978年）取得了工程学学位，在巴黎第九大学（1978年）取得决策数学第三周期博士学位。1981年获麻省理工学院博士学位，师从埃里克·马斯金。
梯若尔目前担任法国图卢兹大学产业经济研究所科研所长，同时在巴黎大学和麻省理工学院任兼职教授，还先后在哈佛大学、斯坦福大学任客座教授。并先后在
洛桑大学、武汉大学、普林斯顿大学等担任访问教授或访问学者。

## 出版物
让·梯若尔写了超过180篇经济学和金融领域的论文，以及8本专著，包括《产业组织理论》、《博弈论》（与德鲁·弗登伯格合著）、《政府采购与规制中的激励理论》（与让-雅克·拉丰合著）、《银行审慎监管》（与马赛厄斯·德瓦特里彭特合著）、《电信竞争》（与让-雅克·拉丰合著）、《金融危机、流动性与国际货币体制》和《公司金融理论》。